# سروغر (مقاطعة فسا)
سروغر (بالفارسية: سروگر) هي قرية تقع في Jangal Rural District في إيران. يقدر عدد سكانها بـ 46 نسمة بحسب إحصاء 2016.